# Marjorie Garber
Marjorie B. Garber (* 11. Juni 1944) ist eine US-amerikanische Shakespeare-Gelehrte und Professorin an der Harvard University.

## Leben und Werk
Garber studierte am Swarthmore College und an der Yale University. Sie war Direktorin des Humanities Center in Harvard, leitete zuletzt die Abteilung für Visual and Environmental Studies und war Direktorin des Carpenter Center for the Visual Arts. Sie unterrichtet weiterhin in der Anglistik-Abteilung der Universität und leitet Seminare über Shakespeare und moderne Kultur. Ihre Studie Vested Interests: Cross-Dressing and Cultural Anxiety gilt als eine grundlegende Arbeit zum Transvestitismus. Ihr Buch Shakespeare After All wurde von "Newsweek" als eines der zehn Besten Bücher ausgewählt und erhielt 2005 den Christian Gauss Book Award von Phi Beta Kappa.
2012 wurde sie zum Mitglied der American Philosophical Society gewählt.

## Ausgewählte Veröffentlichungen
- The Use and Abuse of Literature. Pantheon Books, 2011, ISBN 978-0-375-42434-2 (englisch).
- Shakespeare and Modern Culture. Pantheon Books, 2008, ISBN 978-0-307-37767-8 (englisch).
- Patronizing the Arts. Princeton University Press, 2008, ISBN 978-0-691-12480-3 (englisch).
- Profiling Shakespeare. Routledge, 2008, ISBN 978-0-415-96446-3 (englisch).
- Shakespeare After All. Pantheon Books, 2004, ISBN 978-0-375-42190-7 (englisch).
- A Manifesto for Literary Study. University of Washington Press, 2004, ISBN 978-0-295-98344-8 (englisch).
- Quotation Marks. Routledge, 2002, ISBN 978-0-415-93746-7 (englisch).
- Academic Instincts. Princeton University Press, 2001, ISBN 978-0-691-04970-0 (englisch).
- Sex and Real Estate: Why We Love Houses. Pantheon, 2000, ISBN 978-0-375-42054-2 (englisch).
- Symptoms of Culture. Routledge, 1998, ISBN 978-0-415-91859-6 (englisch).
- Dog Love. Simon & Schuster, 1996, ISBN 978-0-684-81871-9 (englisch).
- Vice Versa: Bisexuality and the Eroticism of Everyday Life. Simon & Schuster, 1995, ISBN 978-0-684-80308-1 (englisch).
- Bisexuality and the Eroticism of Everyday Life. Routledge, 2000, ISBN 978-0-415-92661-4 (englisch).
- Vested Interests: Cross-Dressing and Cultural Anxiety. Routledge, 1991, ISBN 978-0-415-90072-0 (englisch).